# Serie B 2005-2006 (pallanuoto maschile)

## Squadre partecipanti
| Promosse in A2                            | Squadre partecipanti | Squadre partecipanti |
| ----------------------------------------- | --- | --- |
| - Imperia - Modena - Acilia - Acquachiara | Girone 1 - Andrea Doria - Crocera Stadium - Futura Prato - Imperia - Lavagna '90 - Mameli - Rari Nantes Nervi - Promosport - Sturla - Waterpolo Savona Girone 2 - Busto - Canottieri Milano - Coop Parma - Cus Bologna - Cus Milano - Modena - Piscine Vicenza - Promogest - Torino '81 - Vigevano | Girone 3 - Accademia di Salvamento - Acilia - Bari - Basilicata 2000 - Fit-Program Pescara - Nautico Ancona - Nuoto Napoli - Payton Bari - Tuscolano - Vela Ancona Girone 4 - Acquachiara - Circolo Nautico Messina - CUS Palermo - Flegreo - Messina - Nettuno - Oltremare - Puntese - Rari Nantes Catania - Volturno |